# Comuna Andriivka, Mașivka
Andriivka (în ucraineană Андріївка) este o comună în raionul Mașivka, regiunea Poltava, Ucraina, formată din satele Andriivka (reședința) și Krasnohirka.

## Demografie
Componența lingvistică a comunei Andriivka
     Ucraineană (96,29%)
     Rusă (3,59%)
Conform recensământului din 2001, majoritatea populației comunei Andriivka era vorbitoare de ucraineană (96,29%), existând în minoritate și vorbitori de rusă (3,59%).